# Синица, Софья Михайловна
Софья Михайловна Синица (род. 1937) ― советский и российский учёный-геолог, профессор; член-корреспондент Международной академии минеральных ресурсов, действительный член (академик) Российской экологической академии.
Автор свыше 170 научных трудов, включая монографии. Открыла новый вид динозавра — кулиндадромеус забайкальский.

## Биография
Родилась 20 октября 1937 года в селе Клочков Черниговской области Украинской ССР.
В 1959 году окончила Львовский государственный университет им. И. Франко (геологический факультет). По окончании аспирантуры этого вуза, защитила кандидатскую диссертацию на тему «Биостратиграфия и остракоды верхнего мезозоя Центрального и Восточного Забайкалья» (1971); позже — докторскую на тему «Юра и нижний мел Монголии и Забайкалья (фации, обстановки седиментации, биота)» (1996).
По окончании вуза по распределению до 1972 года работала в Читинском геологическом управлении. В 1972—1975 годах С. М. Синица работала доцентом кафедры геологии Читинского политехнического института (ныне Забайкальский государственный университет), где в 1995—2002 годах была доцентом кафедры геофизики. Руководила Геологическим научным центром при этом вузе. Член ученого совета по присуждению докторских и кандидатских степеней при Забайкальском государственном университете. Во время работы в ЗабГУ в Геологическом музее ею были созданы палеонтологический зал, Геологическая кунсткамера Забайкалья и палеонтологическая школа при кафедре геологии. Проработав в вузе по 2009 год, перешла на работу ведущим научным сотрудником лаборатории геохимии и рудогенеза Института природных ресурсов экологии и криологии Сибирского отделения РАН.
С 1986 года — председатель Читинского отделения Российского палеонтологического общества. Много лет отработала в геологических предприятиях, пройдя путь от старшего коллектора до начальника отряда, а затем — и начальника Биостратиграфической партии.

## Награды, признание
- Заслуженный геолог России (1999) и Заслуженный геолог Читинской области (1999).
- Почётный член Русского палеонтологического общества (2000).
- Почетный работник высшего образования России (2002).
- Заслуженный работник высшей школы РФ (2008).
- Удостоена медалей, в числе которых «Ветеран труда», «За заслуги перед Читинской областью» (2004); «За заслуги перед городом Чита» (2008).